# Förintelsemonument i Sverige
Förintelsemonument och minnesmärken i Sverige för att hedra Förintelsens offer har uppförts på olika platser sedan 1949. Flera monument återfinns på judiska begravningsplatser och har tillkommit genom samarbete med judiska (mosaiska) församlingar på respektive ort. 

## Monument

### Till minnet av krigets offer
Det första monumentet,Till minnet av krigets offer, skapat av skulptören Willy Gordon har rests 1949 på judiska begravningsplatsen i Malmö. Intill monumentet har man gravsatt askan från förintelselägret Auschwitz. Detta monument är tillägnat alla judiska nazioffer som har mördats under åren 1933–1945 av nazisterna eller som inskriptionen lyder "av en ond nation".

### Rakel begråter sina barn
Inskription Rakel begråter sina barn finns på monumentet som har rests 1949 på Östra judiska begravningsplatsen i Göteborg. Detta monument är utformad som en kenotaf, det vill säga en skengrav till minnet av offer vars kvarlevor gått förlorade eller finns på en annan plats. 

### Till minnet av våra martyrer under förföljelsens tid 1933–1945
Inskriptionen Till minnet av våra martyrer under förföljelsens tid 1933–1945 finns på monumentet skapat av Margot Hedeman (1915–2011) och har uppförts på Norra judiska begravningsplatsen i Solna kommun. Detta monument invigdes 1953 det vill säga samma år som Yad Vashem ett forskningscentrum för hågkomst av Förintelsens offer i Jerusalem kom till. 

### Namnmonumentet - "Glöm oss inte"
Vid Stora synagogan i Stockholm har det mest tydliga minnesmonumentet som beskriver ödet av nära tio tusen Förintelseoffer uppförts år 1998. Detta monument innehåller 8 500 namn på de judar vilka mördades i Förintelsen och namn på deras anhöriga som har kommit till Sverige vid olika tidpunkter och är uppgiftslämnare. På varje namntavla (56 st på 42 m lång vägg) finns det, förutom namnen, inristade födelseår och födelseort samt dödsår och dödsort för de mördade. Två av de 56 tavlor tillägnas Förintelsens offer som dog under eller efter transporten till Sverige 1945 med de Vita båtarna och Vita bussarna. På en av tavlorna finns det inskription på doktor Janusz Korczak (eg. Henryk Goldszmit) och 200 namnlösa, föräldralösa barn vilka mördades i dödslägret Treblinka 1942. Av sex miljoner mördade judar  under 1939–1945 var en miljon barn. 

#### Monumentets tillkomst och utformning
Idégivare till detta monument är fil.dr. Roman Romuald Wroblewski som tillsammans med professor Halina Neujahr och arkitekt Tadeusz Klimczak presenterade idén och en skiss 1993. För den slutgiltiga utformningen står skulptören Sivert Lindblom samt arkitekt Gabriel Herdevall. Monumentet är uppfört på marken som ägs av Judiska församlingen i Stockholm men är synlig för allmänheten från Wahrendorffsgatan. Monumentet är uppfört i grå bjärlövsgranit från dåvarande Skånska Granit. De skulpturala delar i brons är gjutna av Skånska Klockgjuteriet. 
Överst, på monumentets vägg, finns det en inskription hämtad från den judiska bibeln Tanakh, Profeterna (7) och GT Jesaja (56:5b) på både hebreiska och svenska med lydelse Jag ska ge dem ett evigt namn som inte ska bli utrotat. Nederst under namntavlorna finns det namn på koncentrations- och utrotningsläger i alfabetisk ordning. Förutom namntavlorna finns det, framför namnväggen och norr om ingången till synagogan, en 2,4 m hög menora inramad av flera lyktor i grön patinerad brons, ett verk av skulptören Sivert Lidblom. Vidare finns det ett bronsfat med små stenar från Israel som de besökande kan lägga vid monumentets fot för att hedra Förintelsens offer.

### 6 stenar – 6 miljoner
År 2019 uppfördes ytterligare ett monument på Norra judiska begravningsplatsen. Detta monument, skapat av konstnären Justyna Bamba, kom till genom samarbete mellan Judiska Församlingen i Stockholm och Föreningen Förintelsens Minne, FFM. Monumentet består av sex stycken rätblock i granit med namn på de sex förintelselägren: Treblinka, Auschwitz, Majdanek, Sobibór, Bełżec och Chelmno. Idégivare och initiativtagare till detta minnesmärke över sex miljoner mördade judar under åren 1939–1945 är fil.dr. Roman Romuald Wroblewski. Dessa sex rätblock är placerade mellan gravarna för Förintelsens offer vilka skeppades till Sverige 1945 med Vita båtarna. Detta skedde med initiativ av United Nations Relief and Rehabilitation Administration (UNRRA) och med Röda Korsets medverkan. Man skeppade då från Lübeck i Tyskland till hamnar i Sydsverige över 9 300 Förintelse- och nazioffer varav cirka 9 000 var judar. De ljusa granitblocken placerades avsiktligt av konstnären Justyna Bamba mellan de gråsvarta gravhällarna som på detta sätt inkluderade denna del av begravningsplatsen till ett oskiljbar del av monumentet. Granitblocken är framtagna av Emmaboda Granit-Naturstenskompaniet i Blekinge.

### Övriga monument
Minnesstenar, plaketter och flyktinggravar på judiska begravningsplatser i Stockholm, Göteborg, Malmö, Norrköping, Kalmar och Lärbro (Gotland).